# Empire Hotel, Kandy
Empire Hotel, Kandy nebo Olde Empire Hotel, je malý dvoupodlažní památkově chráněný hotel, který se nachází na Temple Road v centru města Kandy na Srí Lance. Hotel se nachází naproti v parku naproti Chrámu Buddhova zubu, vedle hotelu Queens a bývalého soudního komplexu ve městě Kandy.
Hotel byl otevřen 27. prosince 1898 Porolisem C. Fernandem a od té doby jej provozuje rodina Fernando. Budova byla původně postavena v roce 1857 jako továrna na kávu (kopi kale) a poté byla přeměněna na hotel. V roce 1998 byl hotel v Kandy označen organizací UNESCO jako památkově chráněná budova, která je součástí seznamu budov města Kandy, které je světovým dědictvím. Dne 8. července 2005 byla vládou formálně zahrnuta jako „archeologický chráněný památník“.
Budova hotelu je postavena ve viktoriánském stylu má v přízemí tři oblouky z bílého kamene, v prvním patře otevřenou verandu a litinové balustrády, které jsou podepřeny čtyřmi kamennými dórskými sloupy a půlkulaté střešní tašky. Celé horní patro má leštěné dřevěné podlahové desky položené na dřevěných trámech. Veranda nahoře nabízí výhled na jezero Kandy a je vyhlídkovou plošinu pro hosty, aby zde mohli sledovat buddhistické procesí ve městě Kandy.
Hotel byl používán jako hospoda ve čtyřicátých a padesátých letech 20. století, ale v 70. letech ho majitelé přestavěli na penzion či levný hotel. Má 14 ložnic v patře, přičemž vchod je z Colombo Road v zadní části budovy. Hotel má společné koupelny pro hosty. V červenci 2010 vznikl v hotelu požár a způsobil poškození horního patra a střechy. Následně byl hotel opraven a obnoven.
V lednu 2014 Manor House Concepts převzal spodní patro budovy a zrekonstruoval dvě jídelny v přízemí na jednu kavárnu, naproti ulici Temple Street.